# 정부 기능 연계 모형
정부기능연계모형은 BRM으로 정부기능분류체계라고도 불린다. 정부가 상시적으로 수행하는 업무를 총 6레벨로 분해하여 별도의 BRM시스템으로 관련정보를 관리하고 있다. 업무관리시스템에서는 BRM시스템의 업무기능분류체계에서 최하위 단위인 단위과제를 참조하여 업무진행을 위한 단위과제카드를 만들어 사용하게 된다. 업무는 기능분류 외에도 목적별 분류를 할 수 있다. 업무관리시스템에서는 BRM시스템의 목적별 분류체계에서 최하위 단위인 관리과제를 참조하여 업무진행을 위한 관리과제카드를 만들어 사용할 수 있다. 모든 단위과제는 기능별 분류에 반드시 속하지만 일부의 단위과제만이 목적별 분류에 포함되게 된다.